# Юссуф Фаліку Фофана
Юссуф Фаліку Фофана (фр. Youssouf Falikou Fofana, нар. 26 липня 1966, Діво) — івуарійський футболіст, що грав на позиції півзахисника.
Виступав, зокрема, за клуб «Монако», а також національну збірну Кот-д'Івуару. Переможець Кубка африканських націй 1992 року.

## Клубна кар'єра
У дорослому футболі дебютував 1981 року виступами за команду «АСЕК Мімозас», в якій провів три сезони, вигравши Кубок і Суперкубок країни.
Протягом 1984—1985 років захищав кольори команди клубу «Канн».
Своєю грою за останню команду привернув увагу представників тренерського штабу клубу «Монако», до складу якого приєднався 1985 року. Відіграв за команду з Монако наступні вісім сезонів своєї ігрової кар'єри. Більшість часу, проведеного у складі «Монако», був основним гравцем команди і виграв з командою чемпіонат Франції та став володарем Суперкубка Франції.
Згодом з 1993 по 1995 рік грав у складі «Бордо», а потім недовго виступав за турецький клуб «Каршияка».
Завершив професійну ігрову кар'єру у саудівському клубі «Аль-Наср» (Ер-Ріяд), за команду якого виступав протягом 1995—1996 років і став Клубним чемпіоном Перської затоки.

## Виступи за збірну
1983 року дебютував в офіційних матчах у складі національної збірної Кот-д'Івуару. 
У складі збірної був учасником Кубків африканських націй 1984, 1986 (бронзовий призер), 1988 та 1990 років. Останнім став Кубок африканських націй 1992 року у Сенегалі, здобувши того року титул континентального чемпіона. У групі C його збірна спочатку з рахунком 3:0 обіграла збірну Алжиру, причому один з голів забив Фофана. Потім івуарійці з рахунком 0:0 зіграли внічию зі збірною Республіки Конго, забезпечивши тим самим собі перше місце в групі. У чвертьфіналі турніру збірна Кот-д'Івуару з рахунком 1:0 здолала збірну Замбії і вийшла до півфіналу на збірну Камеруну. Основний і додатковий час матчу проти камерунців завершився з рахунком 0:0 і доля виходу в фінал вирішувалася в серії пенальті, в якій сильнішими виявилися івуарійці, здолавши збірну Камеруну з рахунком 3:1. У фіналі турніру, який пройшов 26 січня 1992 року, збірній  Кот-д'Івуару протистояла Гана. В цілому, повторилася така сама історія, яка була і в півфіналі. Основний і додатковий час матчу завершився з рахунком 0:0. Доля трофею вирішувалася в серії післяматчевих пенальті, сильніше в якій з величезним рахунком 11:10 виявилися івуарійці, вперше в історії ставши переможцями Кубка африканських націй. Слід зазначити, що збірна Кот-д'івуара в даному турнірі не пропустила жодного м'яча у свої ворота в основний і додатковий час матчів, а виняток становили лише дві серії пенальті, в яких івуарійці брали участь у півфіналі та фіналі змагання.
Протягом кар'єри у національній команді, яка тривала 10 років, провів у формі головної команди країни 7 матчів, забивши 1 гол.

## Титули і досягнення
- Чемпіон Франції (1):

«Монако»: 1987–88
- Володар Суперкубка Франції (1):

«Монако»: 1985
- Клубний чемпіон Перської затоки (1):

«Аль-Наср» (Ер-Ріяд): 1996
- Переможець Кубка африканських націй: 1992
- Бронзовий призер Кубка африканських націй: 1986